# Конца-делла-Кампания
Конца-делла-Кампания (итал. Conza della Campania) — коммуна в Италии, располагается в регионе Кампания, в провинции Авеллино.
В древности город (Компса — Compsa) был одним из центров племени гирпинов. В 48 до н. э. при осаде Компсы погиб Тит Анний Милон.
Население составляет 3760 человек (2008 г.), плотность населения составляет 139 чел./км². Занимает площадь 27 км². Почтовый индекс — 83040. Телефонный код — 0825.
Покровителем населённого пункта считается святитель Николай, Мирликийский чудотворец.

## Демография
Динамика населения:

## Администрация коммуны
- Официальный сайт: https://web.archive.org/web/20051112232440/http://www.comune.gesualdo.av.it/